# Captain Tsubasa II: Super Striker
Captain Tsubasa II: Super Striker (キャプテン翼II スーパーストライカー?, Kyaputen Tsubasa II Sūpā Sutoraikā) è un videogioco di Capitan Tsubasa. 
È il seguito di Captain Tsubasa ed è uscito per Nintendo Entertainment System nel 1990. Il videogioco è stato distribuito solo in Giappone.

## Trama
Tsubasa (Holly) gioca in Brasile nel San Paolo e riesce a vincere il campionato brasiliano battendo in finale il Flamengo di Carlos Santana. Il San Paolo dopo la vittoria va in tournée in Europa dove affronta tra l'altro l'Amburgo di Genzo Wakabayashi (Benji). 
Nel frattempo la Nankatsu (New Team) riesce a vincere il campionato delle superiori battendo in finale la Toho di Hyuga (Mark), Sawada (Mellow) e Wakashimazu (Warner).
Dopo la fine del torneo i migliori giocatori giapponesi vengono convocati in nazionale per affrontare le qualificazioni asiatiche ai mondiali. Il Giappone alla fine, dopo aver affrontato squadre del calibro della Cina e della Corea del Sud, riesce a vincere le qualificazioni e a qualificarsi ai mondiali. 
Ai mondiali arriva in finale dove affronta il Brasile del portiere Gertize, del centrocampista Coimbra (che entra nel secondo tempo) e dell'attaccante Santana. Riesce a batterlo vincendo così il mondiale.

## Modalità di gioco
A differenza di altri giochi di calcio è una specie di videogioco di ruolo in cui il giocatore quando è vicino a un avversario o se preme un tasto si ferma e può decidere con calma cosa fare a seconda se è in possesso o meno del pallone. Se è in possesso può dribblare, passare, tirare e fare una triangolazione. Se invece non è in possesso di palla ed è vicino ad un avversario può effettuare un tackle. Il portiere quando deve parare un tiro può decidere se afferrarlo o respingerlo di pugno. Ovviamente se respinge di pugno avrà più probabilità di parare.
Ovviamente il giocatore può effettuare i vari tiri speciali tipici del manga e dell'anime, però questi fanno calare di molto il numero di HP. Se il numero di HP è minore del numero di HP da spendere per effettuare il tiro speciale il giocatore non può tirarlo quindi si possono tirare pochi tiri speciali a partita. Se il numero di HP tende a zero il giocatore diventa scarso.

### I Parte: Copa de Rio giovanile
- Fluminense È una squadra facile. La prima partita dal gioco.
- Corinthians: Questa squadra ha due figure importante, il MF Riberio ed il FW Argentino Satrustegui.
- Grêmio: 2 giocatori importanti: GK Claodio Meao ed il MF / FW Uruguayo Da Silva.
- Palmeiras: 2 figure importanti, FW Ney ed il MF Toninho.
- Santos: 2 figure importanti, FW Zagallo ed il DF Dirceu.
- Flamengo: la partita finale del torneo di Rio. Il FW Carlos Santana ha delle careteristiche specuale: Nunshin Dribble, i suoi Overheadkick e il suo calcio Mirage Shoot. Lui gioca insieme dal MF, chi ha il suo Banana shoot. Questa squadra anche ha il DF, chi può fare il calcio Drive shoot.

### II Parte: Torneo giapponese
Dopo di giocare la Copa di Rio, incomincia il torneo giapponese di scuole secundarie giocando con il Nankatsu/New Team di Shizuoka. Il capitano della squadra è Taro Misaki. Nella squadra si trovano Ryō Ishizaki (Bruce Harper), Mamoru Izawa (Paul Diamond), Teppei Kisugi (Johnny Mason), Hajime Taki (Eddie Carter), Shingo Takasugi (Bob Denver), Hanji Urabe (Jack Morris), Takeshi Kishida (Raúl), Yuzō Morisaki (Al Jones) y Shun Nitta (David Everett). Nel torneo appaiono tutte le risapute squadre e calciatori: Hiroshi Jitō, Mitsuru Sano, Kazuo y Masao Tachibana, Makoto Sōda, Hikaru Matsuyama, Misugi Jun e sulla partita finale Steve Hyuga e Richard Tex Tex.
- Kunimigakuin: La squadra della città di Kyushu. Nella squadra giocano due noti calciatori, il corpulento DF. Jito Hiroshi (Víctor Clifford) ed il bravo FW Sano Mitsuru (Rigo Sano).
- Akitashoukou: La squadra di Akita. Qua si trovano gli acrobati gemeli Masao y Kazuo Tachibana (I fratelli Korioto).
- Tatsunami: La squadra della città di Osaka. Il giocatore più forte della squadra e il portiere, GK. Nakanishi Taichi (Borgini). Un altro noto giocatore è il DF. Soda Makoto (Guillermo Peterson)
- Musashi FC: La seconda squadra della città di Tokyo, una squadra fortissima. Il giocatore più noto è il FW: Misugi Jun (Andy Jonson). Lui entra nella seconda metà della partita, poiché è ammalato dal cuore, lo che gli impedisce giocare tutta la partita.
- Furano FC: La squadra della città di Hokkaido condotta per il capitano MF. Matsuyama Hikaru(Armand Callahan).
- Tohogakuen FC: L'ultimo gioco è contro la prima squadra della città di Tokyo. Il giocatore più noto è Kojiro Hyuga(Steve Hiuga). Giocano con lui il MF Sawada Takeshi(Ralph Mellow) e il GK. karateka Wakashimazu Ken(Richard Tex Tex). Un altro giocatore importante e Toho Combi, el FW. Kazuki Sorimachi.

## Curiosità
Il personaggio Artur Antunes Coimbra è chiaramente ispirato a Zico, avendo praticamente lo stesso nome, il tiro imparabile e i capelli rossi. Zico è infatti una leggenda in tutto il Mondo, ma in Giappone è particolarmente venerato, avendo militato per anni nei Kashima Antlers e per aver anche allenato la nazionale nipponica.